# Naturbahnrodel-Weltmeisterschaft 2005
Die 15. FIL Naturbahnrodel-Weltmeisterschaft fand vom 26. bis 30. Januar 2005 im italienischen Latsch statt. Erstmals waren zwei Athleten aus Südamerika (Brasilien) vertreten.

## Technische Daten der Naturrodelbahn
| Name             | Gumpfrei      |
| Start            | 1330 m s.l.m. |
| Ziel             | 1212 m s.l.m. |
| Höhendifferenz   | 0118 m        |
| Maximale Neigung | 23,5 %        |
| Minimale Neigung | 09,0 %        |

## Einsitzer Herren
| Platz | Name                  | Zeit          |
| ----- | --------------------- | ------------- |
| 01    | Anton Blasbichler     | 3:14,87 min   |
| 02    | Andreas Castiglioni   | + 00,49 s     |
| 03    | Patrick Pigneter      | + 00,70 s     |
| 04    | Florian Breitenberger | + 00,73 s     |
| 05    | Gerhard Pilz          | + 01,54 s     |
| 06    | Robert Batkowski      | + 01,86 s     |
| 07    | Martin Psenner        | + 01,99 s     |
| 08    | Žiga Pagon            | + 02,21 s     |
| 09    | Florian Batkowski     | + 02,48 s     |
| 10    | Gernot Schwab         | + 02,78 s     |
| 11    | Gerald Kammerlander   | + 03,00 s     |
| 12    | Alexei Lebedew        | + 03,07 s     |
| 13    | Christoph Wagner      | + 03,39 s     |
| 14    | Rudi Resch            | + 03,44 s     |
| 15    | Roland Kallan         | + 03,57 s     |
| 16    | Marcus Grausam        | + 05,36 s     |
| 17    | Borut Kralj           | + 05,71 s     |
| 18    | Georg Maurer          | + 05,87 s     |
| 19    | Damian Waniczek       | + 07,04 s     |
| 20    | Björn Kierspel        | + 08,57 s     |
| 21    | Corey Pusey           | + 08,61 s     |
| 22    | Borut Fejfar          | + 08,78 s     |
| 23    | Adam Jędrzejko        | + 09,18 s     |
| 24    | Alexander Jegorow     | + 09,50 s     |
| 25    | Gašper Benedik        | + 09,96 s     |
| 26    | John Gibson           | + 10,49 s     |
| 27    | Andrzej Laszczak      | + 11,19 s     |
| 28    | Greg Jones            | + 11,31 s     |
| 29    | Julien Schultz        | + 11,41 s     |
| 30    | Kaj Johnson           | + 11,52 s     |
| 31    | Rudolf Schwarz        | + 11,96 s     |
| 32    | Patrick von Allmen    | + 12,10 s     |
| 33    | Martin Nachmann       | + 14,83 s     |
| 34    | Markus Wichan         | + 15,73 s     |
| 35    | Knut Solheim          | + 15,83 s     |
| 36    | Galabin Bozew         | + 17,50 s     |
| 37    | Caleb Underwood       | + 17,72 s     |
| 38    | Mikko Uotila          | + 18,91 s     |
| 39    | Juri Harzula          | + 20,18 s     |
| 40    | Ervin Marn            | + 22,76 s     |
| 41    | Jan Zaoral            | + 25,25 s     |
| 42    | Slatomir Sdrawkow     | + 26,53 s     |
| 43    | Michael Törnquist     | + 29,11 s     |
| 44    | René Uhlmann          | + 33,42 s     |
| 45    | Darin Rinehart        | + 33,76 s     |
| 46    | Reuben Schultz        | + 39,60 s     |
| 47    | Oliveira Diego Bersuc | + 55,64 s     |
| --    | Roman Molwistow       | DNS (1. Lauf) |
| --    | Kenan Strojil         | DNS (1. Lauf) |
| --    | Kenan Suljagić        | DNS (1. Lauf) |
| --    | Jewhen Prysjaschnjuk  | DNS (1. Lauf) |
| --    | Pawel Porschnew       | DNS (1. Lauf) |
| --    | Iwan Lasarew          | DNS (1. Lauf) |

Datum: 29. Januar (1. Wertungslauf) und 30. Januar 2005 (2. und 3. Wertungslauf)
Der Italiener Anton Blasbichler wurde mit Bestzeiten im ersten und zweiten Wertungsdurchgang zum zweiten Mal nach 2001 Weltmeister im Einsitzer. Hinter ihm platzierte sich sein Landsmann Andreas Castiglioni, der nach dem ersten Lauf geführt hatte. Für ihn war es seine einzige Medaille bei Weltmeisterschaften. Im Vorjahr war er bei der Europameisterschaft ebenfalls Zweiter gewesen. Bronze gewann der 17-jährige Italiener Patrick Pigneter. Der Titelverteidiger Robert Batkowski wurde Sechster. Sechs der insgesamt 53 gemeldeten Rodler waren im ersten Lauf nicht gestartet.

## Einsitzer Damen
| Platz | Name                   | Zeit          |
| ----- | ---------------------- | ------------- |
| 01    | Jekaterina Lawrentjewa | 3:18,80 min   |
| 02    | Barbara Abart          | + 00,22 s     |
| 03    | Renate Gietl           | + 00,54 s     |
| 04    | Melanie Batkowski      | + 00,75 s     |
| 05    | Renate Kasslatter      | + 00,90 s     |
| 06    | Irene Mitterstieler    | + 02,76 s     |
| 07    | Sandra Mariner         | + 03,53 s     |
| 08    | Karolina Waniczek      | + 04,46 s     |
| 09    | Tina Unterberger       | + 04,93 s     |
| 10    | Marlies Wagner         | + 05,29 s     |
| 11    | Julija Wetlowa         | + 07,01 s     |
| 12    | Michaela Maurer        | + 08,51 s     |
| 13    | Aljona Aschtscheulowa  | + 14,58 s     |
| 14    | Melissa Jones          | + 14,67 s     |
| 15    | Živa Janc              | + 15,71 s     |
| 16    | Veronika Nachmann      | + 22,24 s     |
| 17    | Wera Serhejewa         | + 23,10 s     |
| 18    | Oksana Jelessina       | + 1:09,87 min |
| 19    | Michelle Mercer        | + 1:16,75 min |
| --    | Melika Hasanovic       | DNS (1. Lauf) |

Datum: 29. Januar (1. und 2. Wertungslauf) und 30. Januar 2005 (3. Wertungslauf)
Der Russin Jekaterina Lawrentjewa genügte die Bestzeit im zweiten der drei Wertungsläufe um zum zweiten Mal nach 2000 Weltmeisterin im Einsitzer zu werden. Mit 22 Hundertstelsekunden Rückstand wurde Barbara Abart aus Italien Zweite. Ihre Teamkollegin Renate Gietl sicherte sich mit der Bestzeit im dritten Lauf die Bronzemedaille. Die Titelverteidigerin Sonja Steinacher hatte ihre Karriere bereits beendet.

## Doppelsitzer
| Platz | Name                                     | Zeit          |
| ----- | ---------------------------------------- | ------------- |
| 01    | Pawel Porschnew – Iwan Lasarew           | 2:21,68 min   |
| 02    | Armin Mair – Johannes Hofer              | + 00,76 s     |
| 03    | Andrzej Laszczak – Damian Waniczek       | + 00,78 s     |
| 04    | Reinhard Beer – Herbert Kögl             | + 00,90 s     |
| 05    | Günther Innerbichler – Alex Innerbichler | + 02,20 s     |
| 06    | Denis Alimow – Roman Molwistow           | + 02,65 s     |
| 07    | Alexander Jegorow – Pjotr Popow          | + 03,48 s     |
| 08    | Ulrich Trenkwalder – Ingrid Gurschler    | + 03,89 s     |
| 09    | Mario Schernthaner – Siegfried Truppe    | + 04,67 s     |
| 10    | Wolfgang Schopf – Andreas Schopf         | + 04,72 s     |
| 11    | Galabin Bozew – Slatomir Sdrawkow        | + 07,90 s     |
| 12    | Mario Gortnar – Jure Potočnik            | + 09,79 s     |
| 13    | Björn Kierspel – Martin Nachmann         | + 12,50 s     |
| --    | Guido Hilgarter – Christian Hueter       | DSQ           |
| --    | Jewhen Prysjaschnjuk – Juri Harzula      | DNS (1. Lauf) |

Datum: 29. Januar 2005 (beide Wertungsläufe)
Die Russen Pawel Porschnew und Iwan Lasarew gewannen mit Bestzeit im ersten Wertungslauf und der dritten Zeit im zweiten Wertungslauf die Goldmedaille im Doppelsitzer. Es war der erste Doppelsitzer-Weltmeistertitel für Russland und gleichzeitig der erste, der nicht an Italien oder Österreich ging. Im Vorjahr war das Duo bereits Europameister geworden und vor zwei Jahren waren sie Zweite bei der WM gewesen. Silber gewannen die Italiener Armin Mair und Johannes Hofer. Während Armin Mair bereits 2000 mit seinem Bruder David Weltmeister geworden war, war es für Hofer neben der Bronzemedaille im Mannschaftswettbewerb die einzige Medaille bei einem Großereignis. Nachdem die Polen Andrzej Laszczak und Damian Waniczek im ersten Lauf auf Platz vier lagen, sicherten sie sich mit Bestzeit im zweiten Wertungsdurchgang die Bronzemedaille. Die Titelverteidiger Wolfgang Schopf und Andreas Schopf wurden nur Zehnte.

## Mannschaftswettbewerb
| Platz | Name                                                                                  | Punkte |
| ----- | ------------------------------------------------------------------------------------- | ------ |
| 01    | Österreich IMelanie Batkowski Robert Batkowski Reinhard Beer – Herbert Kögl           | 88     |
| 02    | Russland IJekaterina Lawrentjewa Alexei Lebedew Pawel Porschnew – Iwan Lasarew        | 82     |
| 03    | Italien IRenate Gietl Anton Blasbichler Armin Mair – Johannes Hofer                   | 81     |
| 04    | PolenKarolina Waniczek Damian Waniczek Andrzej Laszczak – Damian Waniczek             | 80     |
| 05    | Italien IIIrene Mitterstieler Martin Psenner Günther Innerbichler – Alex Innerbichler | 77     |
| 06    | Österreich IITina Unterberger Florian Batkowski Wolfgang Schopf – Andreas Schopf      | 69     |
| 07    | Russland IIJulija Wetlowa Alexander Jegorow Denis Alimow – Roman Molwistow            | 65     |
| 08    | DeutschlandMichaela Maurer Marcus Grausam Björn Kierspel – Martin Nachmann            | 63     |
| 09    | SlowenienŽiva Janc Borut Kralj Mario Gortnar – Jure Potočnik                          | 60     |
| 10    | Kanada / BulgarienMelissa Jones Kaj Johnson Galabin Bozew – Slatomir Sdrawkow         | 55     |

Datum: 28. Januar 2005
Zum zweiten Mal wurde im Rahmen der Weltmeisterschaft ein Mannschaftswettbewerb ausgetragen. Während an der Premiere vor vier Jahren nur fünf Mannschaften aus drei Ländern teilgenommen hatten, waren diesmal zehn Teams aus acht Nationen am Start, wobei Italien, Österreich und Russland jeweils zwei Teams und Deutschland, Polen und Slowenien eine Mannschaft stellten. Hinzu kam eine Mannschaft, in der Bulgaren und Kanadier starteten. Das Team Österreich I gewann beide Einsitzerrennen, wurde Zweiter im Doppelsitzer und gewann damit die Goldmedaille, sechs Punkte vor dem Team Russland I. Jeweils nur einen Punkt dahinter landeten das Team Italien I und die Mannschaft aus Polen, die das Doppelsitzerrennen gewann.

## Medaillenspiegel
| Platz | Land       | Gold | Silber | Bronze | Gesamt |
| ----- | ---------- | ---- | ------ | ------ | ------ |
| 1.    | Russland   | 2    | 1      | -      | 3      |
| 2.    | Italien    | 1    | 3      | 3      | 7      |
| 3.    | Österreich | 1    | -      | -      | 1      |
| 4.    | Polen      | -    | -      | 1      | 1      |